# Аурора-ду-Токантинс

Аурора-ду-Токантинс на карте штата.

Аурора-ду-Токантинс (порт. Aurora do Tocantins) — муниципалитет в Бразилии, входит в штат Токантинс. Составная часть мезорегиона Восточный Токантинс. Входит в экономико-статистический микрорегион Дианополис. Население составляет 3 446 человек на 2010 год. Занимает площадь 752,830 км². Плотность населения — 4,58 чел./км².

## Демография
Согласно сведениям, собранным в ходе переписи 2010 г. Национальным институтом географии и статистики (IBGE), население муниципалитета составляет:
| Полное население                               | Полное население                               | Полное население                               | Полное население                               | 3 446 |
| ---------------------------------------------- | ---------------------------------------------- | ---------------------------------------------- | ---------------------------------------------- | ----- |
| в том числе:                                   | Городское население                            | 2 482                                          | Процент городского населения, %                | 72,03 |
|                                                | Сельское население                             | 964                                            | Процент сельского населения, %                 | 27,97 |
|                                                | Мужское население                              | 1 774                                          | Процент мужского населения, %                  | 51,48 |
|                                                | Женское население                              | 1 672                                          | Процент женского населения, %                  | 48,52 |
| Плотность населения, чел/км²                   | Плотность населения, чел/км²                   | Плотность населения, чел/км²                   | Плотность населения, чел/км²                   | 4,58  |
| Население муниципалитета в % к населению штата | Население муниципалитета в % к населению штата | Население муниципалитета в % к населению штата | Население муниципалитета в % к населению штата | 0,25  |

По данным оценки 2016 года население муниципалитета составляет 3 682 жителя.

## История
Город основан 29 октября 1963 года.

## Статистика
- Валовой внутренний продукт на 2003 составляет 7.934.537,00 реалов (данные — Бразильский институт географии и статистики).
- Валовой внутренний продукт на душу населения на 2003 составляет 2.686,94 реалов (данные — Бразильский институт географии и статистики).
- Индекс развития человеческого потенциала на 2000 составляет 0,658 (данные — Программа развития ООН).

## Важнейшие населенные пункты
| № | Населённый пункт    | Населённый пункт (порт.) | Категория | Население чел. (2010) | На карте                        |
| - | ------------------- | ------------------------ | --------- | --------------------- | ------------------------------- |
| 1 | Аурора-ду-Токантинс | Aurora do Tocantins      | город     | 2 482                 | 12°42′40″ ю. ш. 46°24′24″ з. д. |